# Gräsö gårds naturreservat
Gräsö gårds naturreservat återfinns på ön Gräsö i Östhammars kommun i Uppsala län.
Området är naturskyddat sedan 1982 och är 313 hektar stort. Reservatet består av åkrar, beteshagar, strandängar och skogar.